# Kenny Cunningham
Kenny Cunningham (San José, 7 juni 1985) is een Costa Ricaans voetballer.

## Clubcarrière
Cunningham speelde tussen 2005 en 2013 voor Municipal Pérez Zeledón, Carmelita, Alajuelense, Herediano, San Carlos, Gainare Tottori en The Strongest. Hij tekende in 2013 bij Wellington Phoenix.

## Interlandcarrière
Cunningham debuteerde in 2011 in het Costa Ricaans nationaal elftal en speelde 11 interlands, waarin hij 1 keer scoorde.